# Arkadij Szwiecow
Arkadij Dmitrijewicz Szwiecow (ros. Аркадий Дмитриевич Швецов, ur. 12 stycznia?/24 stycznia 1892 w mieście Niżnije Siergi w guberni permskiej, zm. 19 marca 1953) – rosyjski konstruktor silników lotniczych.
Od 1922 roku konstruktor silników lotniczych w układzie gwiazdowym. W latach 1925–1926 główny konstruktor 5-cylindrowego silnika M-11. Dyrektor techniczny wytwórni silników w Permie. Po zakupie licencji amerykańskiego silnika Wright R-1820 produkowanego pod oznaczeniem M-25, biuro konstrukcyjne Szwiecowa opracowało wiele modyfikacji tego silnika. Najbardziej znane konstrukcje Szwiecowa to: ASz-62, ASz-82, ASz-73, ASz-21. Od 1946 był deputowanym do Rady Najwyższej ZSRR 2. i 3. kadencji.
Konstruktor zmarł w Moskwie. Pochowany na Cmentarzu Nowodziewiczym.